# De Soirée
De Soireé és un oli sobre tela de 59 × 79 cm realitzat per Romà Ribera i Cirera vers l'any 1894, el qual es troba al Museu Nacional d'Art de Catalunya.

## Context històric i artístic
Romà Ribera va ésser una de les personalitats artístiques més representatives de l'anecdotisme pictòric català, moviment que va dominar l'escena artística catalana de finals del segle xix, al costat d'altres tendències més renovadores. Ribera es caracteritza per emprar, tant en aquesta producció com en d'altres, un llenguatge preciosista i amb un gust molt decoratiu. De fet, els temes pintats per Ribera no deixen d'ésser un mer pretext per a reflectir el poder econòmic i social de la seua clientela, que mostra obertament una inclinació per l'exhibició d'unes llars bigarrades d'un univers objectual de béns molt sumptuosos i cars (mobles, catifes, paravents, gerros). No hi falten, però, en el cas de De Soirée, citacions concretes a la influència que l'estètica japonesa va tindre entre els artistes catalans de finals del segle xix. L'obra de Ribera catalitza els nous valors burgesos del luxe, la riquesa, l'elegància o el confort, i constitueix un autèntic retrat d'època d'un estrat social que mostra un comportament molt sofisticat i hedonista.
Fou llegat per Camil Fabra i Fontanills (marquès d'Alella) el 1902.

## Descripció
Aquest quadre mostra a la figura femenina com una de les constants de la producció de l'artista, des d'una visió molt estereotipada en la qual predominen, com aspectes culturalment associats a l'univers femení, la galanteria i la coqueteria. En definitiva, aquest oli esdevé un autèntic paradigma del que alguns autors han denominat de forma encertada fenomen de la high-class painting.